# 2048 (비디오 게임)
《2048》은 이탈리아의 웹 개발자 가브리엘레 치룰리(Gabriele Cirulli)가 개발한 싱글 플레이어 슬라이딩 블록 퍼즐 게임이다. 《2048》은 본래 자바스크립트와 CSS로 작성되었으며 2014년 3월 9일 MIT 라이선스에 속하는 자유-오픈 소스 소프트웨어로 출시되었다. C++과 발라로 작성된 복제 게임들도 이용이 가능하다. 리눅스 터미널용 버전도 존재한다.
이 게임의 목적은 격자 위에 있는 수많은 타일들을 움직여서 이들을 병합한 다음 2048이라는 숫자의 타일을 하나 만들어내는 것이다.
《2048》은 이보다 한 달 전에 출시된 《Threes》와 매우 비슷한 것으로 설명되고 있다. Cirulli는 스스로 《2048》을 게임 설명에 《Threes》의 복제품으로 설명되어 있는 Veewo Studio의 앱 《1024》의 클론으로 기술하였다.

## 개발
19세의 치룰리는 자신이 게임을 처음부터 프로그래밍할 수 있는지를 시험할 겸 주말 동안 게임을 만들었으며 단지 주말 프로젝트였음에도 불구하고 자신의 게임이 1주도 안 되어 400만 명 이상의 방문자가 있었다는 것에 놀라워하였다. 그는 "이것으로 가볍게 시간을 보낼 수 있었다"고 말했다. 치룰리는 이 게임은 무료로 즐기기 위한 것이지, 무언가 자신이 발명하지 않은 것에서 이윤을 추구할 생각이 없었다고 이야기하였다. 그는 iOS와 안드로이드용 무료 게임 앱 버전을 2014년 5월에 출시하였다.
2048은 크게 히트를 치며 번져나갔다. 이 게임은 "월 스트리트 저널"에서 "수학 괴짜들에게는 거의 《캔디크러쉬》같다"고 기술되었으며 비즈니스 인사이더는 이 게임을 Threes on steroids(스테로이드를 복용한 Threes, 즉 비약적으로 발전한 Thress를 의미)로 불렀다.
소스 코드가 공개되어 있으므로, 점수판, 개선된 터치스크린 플레이 등 오리지널 게임에 대한 수많은 추가사항이 다른 사람들에 의해 개발되었으며 최종적으로 대중에게 공개되었다. 스핀오프가 온라인을 통해 출시되고 있는데, 앱으로뿐 아니라 닌텐도 3DS용으로 출시되었고, Doge, 닥터 후, 플래피 버드, 테트리스의 요소를 갖춘 버전들도 포함된다. 3차원 버전도 있으며 더 크거나 더 작은 격자의 게임도 있다.

## 갤러리

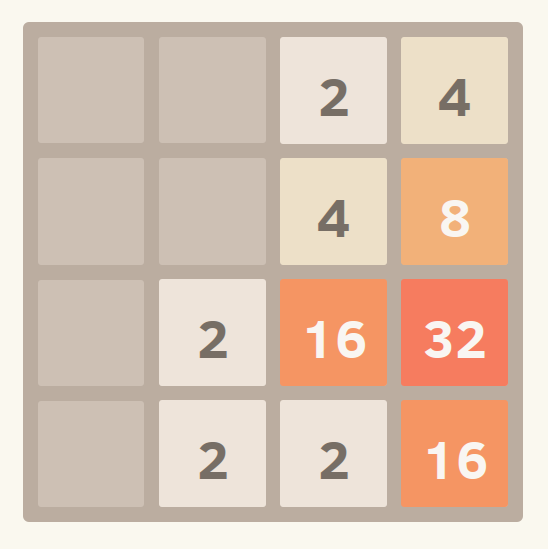
게임이 진행되고 있는 모습
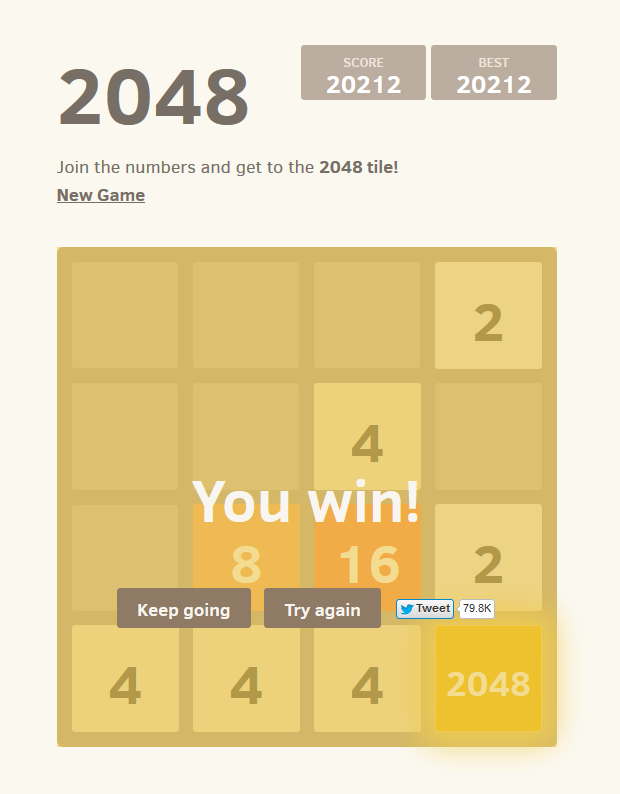
2048이라는 숫자의 타일을 만들 때 이 같은 화면이 표시된다.
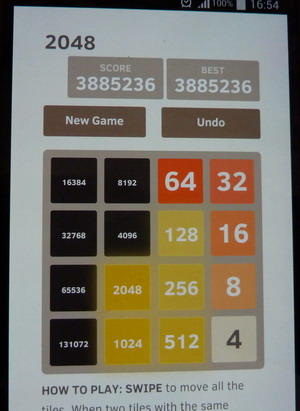
이론상 최대 점수